# Carlo Vivarelli
Carlo Vivarelli (Zurigo, 8 maggio 1919 – Zurigo, 12 giugno 1986) è stato un designer e grafico svizzero.
Esponente del movimento Konkrete Kunst e della Scuola svizzera, ha impiegato fotografia, fotomontaggio e strumenti tipografici per ottenere combinazioni di forme e colori secondo un rigore matematico ispirato al neocostruttivismo russo.

## Biografia

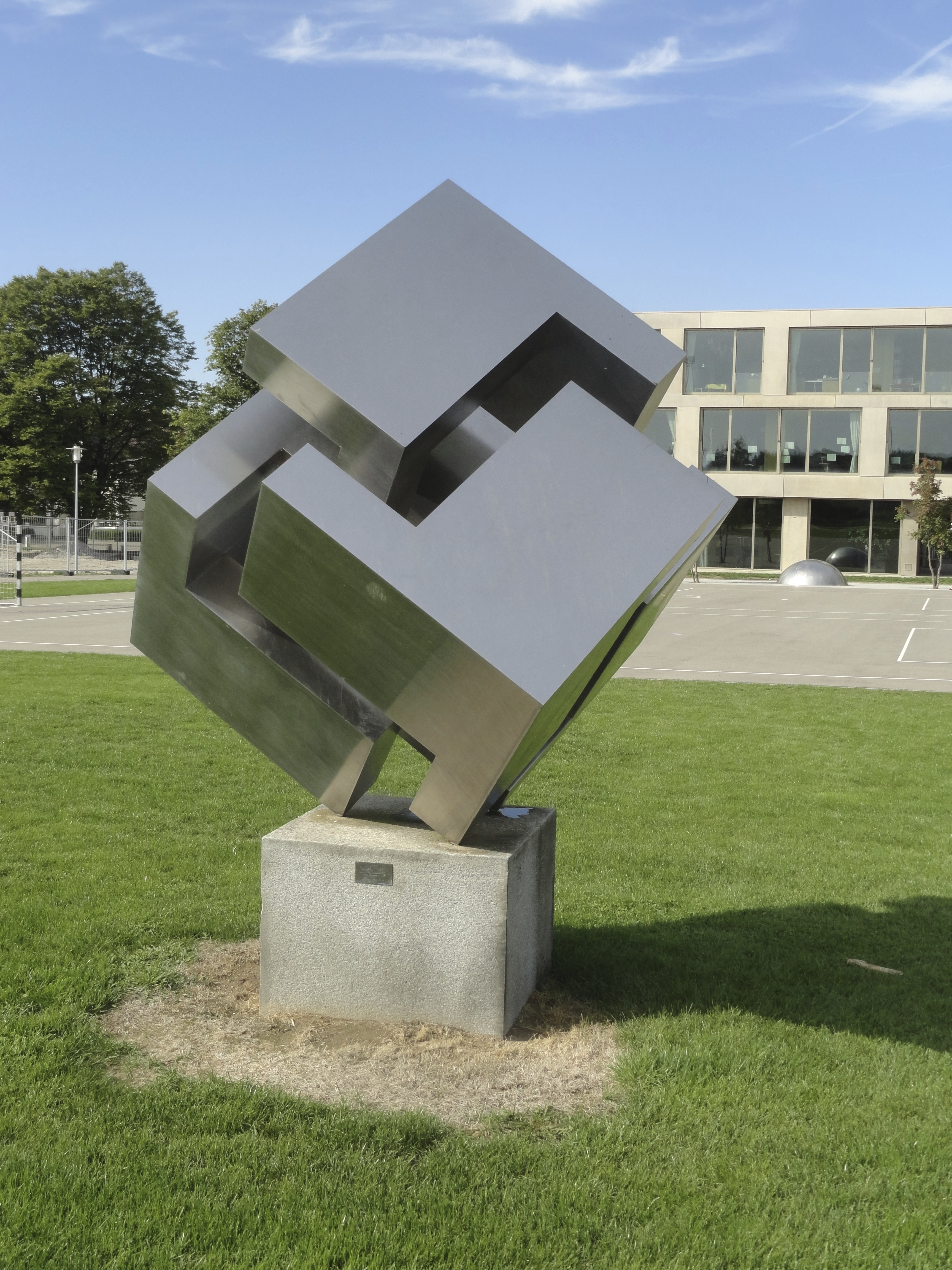
Una delle opere in acciaio inossidabile di Carlo Vivarelli, a Zollikon

Dopo aver completato un apprendistato in uno studio grafico a Zurigo, si trasferì a Parigi, dove studiò con Paul Colin. Successivamente, nel 1946, fu direttore artistico nello Studio Boggeri a Milano. 
Ritornato a Zurigo aprì uno studio per conto proprio. Ottenne importanti commissioni per allestimenti fieristici e campagne pubblicitarie di aziende quali la Philips, la Roche, la Glaxo e l'istituto di dermatologia cosmetica.
Nel 1958 vinse un concorso indetto dalla Televisione svizzera per disegnare il nuovo marchio dell'emittente. Sempre nel 1958 fondò assieme a Josef Müller-Brockmann, Richard Paul Lohse e Hans Neuburg la rivista Neue Grafik. Le pubblicazioni andranno avanti per 18 numeri, dal settembre del 1958 fino al febbraio del 1965. Obiettivi principali della rivista saranno quelli di divulgare la nuova grafica moderna svizzera, commentare opere influenti, e costituire un tavolo di discussione per i princìpi spirituali e artistici della grafica contemporanea.
Nel 1961 vinse la selezione Electrolux per disegnare il nuovo logo dell'azienda, che venne introdotto nel 1962, e ancora oggi è utilizzato in oltre 150 paesi nel mondo come segno di riconoscimento caratteristico di Electrolux.
A Zurigo partecipò alla mostra Konstruktive Grafik.

## Principali manifesti
- 1949 - Für das Alter
- 1954 - Forme nuove in Italia